# Tehla (district de Levice)
Tehla (hongrois : Töhöl) est un village de Slovaquie situé dans la région de Nitra.

## Histoire
Première mention écrite du village en 1251.

## Démographie

### Évolution de la population
| Année:               | 1994. | 2004.   | 2014.   | 2024.   |
| -------------------- | ----- | ------- | ------- | ------- |
| Nombre de personnes: | 570   | 557     | 516     | 489     |
| Différence:          |       | -2,28 % | -7,36 % | -5,23 % |

| Année:               | 2023. | 2024.   |
| -------------------- | ----- | ------- |
| Nombre de personnes: | 480   | 489     |
| Différence:          |       | +1,87 % |